# Regulator PID
Regulator PID, regulator proporcjonalno-całkująco-różniczkujący – regulator stosowany w układach regulacji składający się z trzech członów: proporcjonalnego, całkującego i różniczkującego. Najczęściej jego celem jest utrzymanie wartości wyjściowej na określonym poziomie, zwanym wartością zadaną (Układ regulacji stałowartościowej) lub podążanie za zadaną wartością (Układ regulacji nadążnej).

## Wstęp
Regulator PID pracuje w pętli sprzężenia zwrotnego, oblicza wartość uchybu jako różnicę pomiędzy pożądaną wartością zadaną i zmierzoną wartością zmiennej procesu i działa w taki sposób, by zredukować uchyb poprzez odpowiednie dostosowanie sygnału podawanego na wejście regulowanego obiektu.
Algorytm obliczeń regulatora PID zawiera trzy oddzielne stałe parametry i dlatego czasami bywa nazywany regulatorem z trzema członami: proporcjonalnym, całkującym i różniczkującym, oznaczonymi odpowiednio P, I i D.
Poglądowo działanie tych członów w odniesieniu do czasu można zinterpretować następująco:
- działanie członu P kompensuje uchyb bieżący,
- człon I kompensuje akumulację uchybów z przeszłości,
- człon D kompensuje przewidywane uchyby w przyszłości.

Ważona suma tych trzech działań stanowi podstawę sygnału podawanego na człon wykonawczy w celu regulacji procesu (np. zmiana położenia zaworu regulacyjnego albo zwiększenie mocy grzejnika).
Regulator PID stanowi najlepsze rozwiązanie w przypadku braku wiedzy na temat obiektu regulacji. Poprzez odpowiedni dobór nastaw regulatora PID, uzyskuje się regulację dostosowaną dla danego obiektu. Odpowiedź regulatora opisuje się, przedstawiając jego reakcję na uchyb: stopień przeregulowania i poziom oscylacji układu. Należy przy tym pamiętać, że algorytm regulacji PID nie zapewnia sterowania optymalnego ani nie gwarantuje stabilności układu.
Regulator PID jest szeroko stosowany w przemysłowych układach regulacji. Istotnie jest to najbardziej rozpowszechniony typ regulacji, który odpowiada na potrzeby około 90% wszystkich instalacji automatyki.

## Algorytm regulatora

Schemat blokowy idealnego regulatora PID

Regulator PID składa się z następujących członów:
- członu proporcjonalnego P o wzmocnieniu {\displaystyle k_{p},}
- członu całkującego I o czasie zdwojenia {\displaystyle T_{i},}
- członu różniczkującego D o czasie wyprzedzenia {\displaystyle T_{d}.}

Regulator realizuje algorytm:
{\displaystyle u(t)=k_{p}\left[\varepsilon (t)+{\frac {1}{T_{i}}}\int _{0}^{t}\varepsilon (\tau )d\tau +T_{d}{\frac {d\varepsilon (t)}{dt}}\right],}
gdzie {\displaystyle \varepsilon (t)} to uchyb regulacji.
Transmitancja operatorowa idealnego (ISA, od ang. ideal standard algorithm) regulatora PID:
{\displaystyle G_{PID}(s)=k_{p}\left[1+{\frac {1}{T_{i}s}}+T_{d}s\right].}
Idealne różniczkowanie jest nierealizowalne fizycznie.
Transmitancja operatorowa rzeczywistego regulatora PID:
{\displaystyle G_{PID}(s)=k_{p}\left[1+{\frac {1}{T_{i}s}}+{\frac {T_{d}s}{{\frac {T_{d}}{D_{d}}}s+1}}\right].}

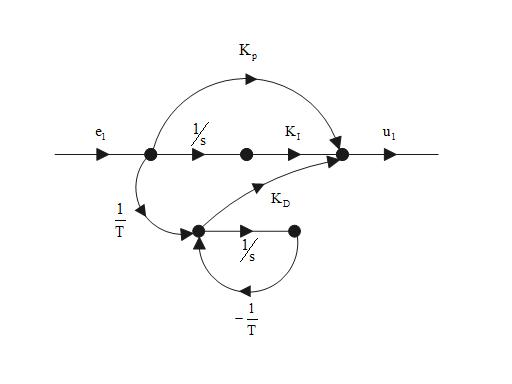
Graf przepływu sygnałów regulatora PID

Istnieje bardzo dużo odmian postaci algorytmu PID. Jedną z najczęściej używanych w pracach naukowych i teoretycznych jest postać równoległa – niezależna. Transmitancja operatorowa niezależnego (naukowego, IND, od ang. INDependent algorithm) regulatora PID:
{\displaystyle G_{PID}(s)=K_{p}+K_{i}{\frac {1}{s}}+K_{d}s,}
gdzie:
{\displaystyle k_{p}} – wzmocnienie regulatora PID,
{\displaystyle T_{i}} – czas całkowania (zdwojenia),
{\displaystyle T_{d}} – czas różniczkowania (wyprzedzenia),
{\displaystyle K_{p}} – wzmocnienie części proporcjonalnej,
{\displaystyle K_{i}} – wzmocnienie części całkującej,
{\displaystyle K_{d}} – wzmocnienie części różniczkującej,
{\displaystyle s} – zmienna zespolona w przekształceniu Laplace’a,
{\displaystyle D_{d}} – dzielnik stałej czasowej członu różniczkowania.
Aby regulator PID pracował jako regulator:
- P (proporcjonalny), należy ustawić {\displaystyle T_{i}=\infty } i {\displaystyle T_{d}=0,}
- PD (proporcjonalno-różniczkujący), należy ustawić {\displaystyle T_{i}=\infty ,}
- PI (proporcjonalno-całkujący), należy ustawić {\displaystyle T_{d}=0.}

### Dyskretny regulator PID
W dziedzinie Z (zob. płaszczyzna Z) regulator PID określony jest następującą transmitancją dyskretną:
{\displaystyle D(z)=K_{p}+K_{i}{\frac {T}{2}}\left[{\frac {z+1}{z-1}}\right]+K_{d}\left[{\frac {z-1}{Tz}}\right],}
równanie to można przekształcić do postaci kanonicznej:
{\displaystyle D(z)={\frac {a_{0}+a_{1}z^{-1}+a_{2}z^{-2}}{1+b_{1}z^{-1}+b_{2}z^{-2}}},}
gdzie:
{\displaystyle a_{0}=K_{p}+{\frac {K_{i}T}{2}}+{\frac {K_{d}}{T}},}
{\displaystyle a_{1}=-K_{p}+{\frac {K_{i}T}{2}}+{\frac {-2K_{d}}{T}},}
{\displaystyle a_{2}={\frac {K_{d}}{T}},}
{\displaystyle b_{1}=-1,}
{\displaystyle b_{2}=0.}
Gdy dana jest transmitancja regulatora PID w dziedzinie Z, to można przekształcić ją do opisu w dziedzinie dyskretnej (zob. układ dyskretny), uzyskując następujące równanie różnicowe:
{\displaystyle y[n]=x[n]a_{0}+x[n-1]a_{1}+x[n-2]a_{2}-y[n-1]b_{1}-y[n-2]b_{2}.}
W końcu na podstawie powyższego równania różnicowego można utworzyć strukturę filtru cyfrowego, która posłuży do implementacji regulatora PID.

### Zmienna procesu
W większości rozwiązań komercyjnych działanie różniczkujące oparte jest na zmiennej procesu, a nie na uchybie. Wynika to stąd, że cyfrowa wersja algorytmu PID działa tak, że wywołuje duże niepożądane piki przy zmianie wartości zadanej. Jeśli wartość zadana jest stała, to zmiany zmiennej procesowej będą takie same jak zmiany uchybu. Dlatego też taka modyfikacja nie robi żadnej różnicy, jeśli chodzi o sposób, w jaki regulator odpowiada na zakłócenia procesu. Działanie zmodyfikowanego regulatora PID (znanego też jako regulator PI-D – tzn. różniczka działa tylko na zmienną procesu) można wówczas opisać wzorem:
{\displaystyle \mathrm {MV(t)} =k_{r}\left({\varepsilon (t)}+{\frac {1}{T_{i}}}\int _{0}^{t}{\varepsilon (\tau )}\,{d\tau }+T_{d}{\frac {d}{dt}}PV(t)\right),}
gdzie:
{\displaystyle \mathrm {MV(t)} } – zmienna mierzona,
{\displaystyle PV} – zmienna procesu.
Większość regulatorów komercyjnych posiada ponadto opcję działania proporcjonalnego na podstawie zmiennej procesowej. Wówczas tylko działanie całkujące odpowiada na zmiany wartości zadanej. Mogłoby się wydawać, że wpływa to negatywnie na czas odpowiedzi procesu na wprowadzone zmiany, jednak w wyniku przestrojenia regulatora (głównie zwiększenie {\displaystyle K_{p}}) uzyskuje się prawie taką samą odpowiedź. Taka modyfikacja algorytmu nie wpływa na sposób, w jaki regulator odpowiada na zakłócenia procesu, ale zmiana w strojeniu daje korzystne skutki. Często amplituda i czas trwania zakłóceń ulega zmniejszeniu o połowę. Ponieważ większość regulatorów często działa w obecności zakłóceń procesu i stosunkowo rzadko ma do czynienia ze zmianami wartości zadanej, to właściwie dostrojony tak zmodyfikowany algorytm może znacząco polepszyć funkcjonowanie procesu. Działanie tak zmodyfikowanego regulatora PID (znanego też jako regulator I-PD – tzn. człon proporcjonalny i różniczka działa tylko na zmienną procesu) można wówczas opisać wzorem:
{\displaystyle \mathrm {MV(t)} =k_{r}\left({PV(t)}+{\frac {1}{T_{i}}}\int _{0}^{t}{\varepsilon (\tau )}\,{d\tau }+T_{d}{\frac {d}{dt}}PV(t)\right).}
Stosując ten algorytm, nie można polegać na omówionych poniżej metodach doboru nastaw Zieglera-Nicholsa i Cohena-Coona.

## Dobór członów regulatora PID
W niektórych zastosowaniach do odpowiedniej regulacji potrzebne jest działanie tylko jednego lub dwóch członów. Wówczas odpowiednim parametrom nadaje się zerowe wartości. Regulator PID, w którym niektóre człony są nieaktywne, nazywa się, zależnie od przypadku, regulatorem PI, regulatorem PD, regulatorem P albo regulatorem I. Regulatory PI spotyka się dość często, gdyż działanie różniczkujące jest wrażliwe na szum pomiarowy, a ewentualny brak członu całkującego może uniemożliwić osiągnięcie przez układ wartości zadanej.

## Dobór nastaw regulatora PID
Dobór nastaw regulatora PID polega na określeniu optymalnych wartości parametrów poszczególnych członów, tak aby uzyskać pożądane sterowanie. Stabilność (ograniczenie oscylacji) stanowi wymóg zasadniczy, ale poza tym różne układy zachowują się w inny sposób, różne zastosowania wiążą się z różnymi wymaganiami i wymagania mogą być sobie przeciwstawne.
Dobór nastaw regulatora PID to trudne zadanie, mimo że w grę wchodzą jedynie trzy parametry, a problem daje się łatwo opisać, ponieważ muszą zostać spełnione złożone kryteria przy ograniczeniach samego regulatora PID. Istnieją różne metody doboru nastaw, bardziej wyszukane metody są przedmiotem patentów.
Koncepcyjnie projektowanie i dobór nastaw regulatora PID wydaje się intuicyjny, ale jeśli chce się uzyskać kilka (często sprzecznych) celów naraz – takich jak krótki stan przejściowy i duży zapas stabilności – w praktyce może to być trudne. Zwykle, początkowe nastawy uzyskane za pomocą dostępnych metod muszą być kilkakrotnie poprawiane poprzez prowadzenie symulacji komputerowych do czasu, aż układ będzie działał zgodnie z oczekiwaniami lub zaakceptuje się rozwiązanie kompromisowe.
Regulatory PID dają często akceptowalną regulację przy ustawieniach domyślnych, ale w ogólności można osiągnąć poprawę jakości regulacji poprzez staranny dobór nastaw, a przy niewłaściwym doborze działanie regulatora staje się nie do zaakceptowania.
Ilustracją znacznych trudności związanych ze strojeniem regulatorów PID są wyniki przeglądów wykonane w zakładach przemysłowych. W jednym z przeglądów testowanie ponad tysiąca pętli sterowania w ponad stu zakładach pokazało, że ponad 30% zainstalowanych sterowników pracuje w trybie sterowania ręcznego, a 65% pętli pracujących w trybie sterowania automatycznego ma gorsze parametry jakościowe niż te pracujące w trybie ręcznego sterowania. Inne dane z 2000 roku podają, że 80% sterowników jest niewłaściwie nastrojonych, 30% pracuje w trybie sterowania ręcznego, 25% wszystkich sterowników PID pracuje, wykorzystując domyślne nastawy fabryczne (co sugeruje, że nie były w ogóle strojone).

### Przegląd metod doboru nastaw regulatora PID
Istnieje kilka metod strojenia pętli z regulatorami PID. Najbardziej efektywne metody w ogólności wymagają opracowania w jakiejś formie modelu regulowanego procesu, a następnie doboru członów P, I i D na podstawie dynamicznego modelu parametrów. Metody polegające na ręcznym doborze nastaw mogą być względnie nieefektywne, szczególnie jeśli pętle charakteryzują odpowiedzi czasowe rzędu minut lub dłuższe.
Dobór metody zależy w dużej mierze od tego, czy pętla może być odłączona tak, by można było dobór przeprowadzić metodą off-line i od tego, jak przedstawia się odpowiedź czasowa układu. Jeśli układ można odłączyć, to wówczas najlepsza metoda doboru polega na podaniu na wejście obiektu sygnału w postaci zmiany skokowej i pomiarze sygnału na wyjściu jako funkcji czasu, następnie wykorzystaniu tak uzyskanej charakterystyki w celu określenia parametrów regulacji.
| Metoda                         | Zalety | Wady |
| ------------------------------ | --- | --- |
| Strojenie ręczne               | Nie wymaga narzędzi matematycznych. Metoda typu online (strojenie regulatora podłączonego na obiekcie).                                                                                      | Potrzebny doświadczony personel.                                                                          |
| Metoda Zieglera-Nicholsa       | Sprawdzona metoda typu online. | Zaburzenia procesu, nieco prób i błędów, bardzo ofensywne strojenie.                                      |
| Cohena-Coona                   | Dobre modele procesów. | Wymaga znajomości matematyki. Metoda offline. Odpowiednia tylko dla procesów z dynamiką pierwszego rzędu. |
| Specjalistyczne oprogramowanie | Spójne strojenie metodą offline lub online. Może także obejmować analizę zaworów i czujników. Można wykonać symulację przed wdrożeniem. Dostępne wsparcie dla strojenia stanu nieustalonego. | Wiąże się z pewnymi kosztami i szkoleniami.                                                               |

#### Strojenie ręczne
Jeśli regulator musi pozostać włączony w pętlę na obiekcie (online), to jedna z metod polega na ustawieniu najpierw wartości {\displaystyle K_{i}} i {\displaystyle K_{d}} na zero. Następnie zwiększeniu {\displaystyle K_{p}} do momentu, aż na wyjściu pętli pojawią się oscylacje. Wtedy {\displaystyle K_{p}} powinno się nastawić na mniej więcej pół wartości z charakterystyki typu spadek ćwierci amplitudy (oscylacji). Następnie zwiększyć {\displaystyle K_{i}} do czasu, aż uchyb w wystarczająco długim czasie procesu stanie się do zaakceptowania. Jednakże zbyt duża wartość {\displaystyle K_{i}} doprowadzi do niestabilności. Ostatecznie, jeśli potrzeba, zwiększyć {\displaystyle K_{d}} do czasu, aż pętla będzie odpowiednio szybko osiągała nastawy po podaniu zakłóceń. Jednakże zbyt duża wartość {\displaystyle K_{d}} doprowadzi do zbyt dużej wartości odpowiedzi i przeregulowania. Szybkie strojenie pętli z regulatorem PID zwykle powoduje, że pojawiają się niewielkie przeregulowania, gdy dąży się do szybkiego osiągnięcia nastaw, jednak niektóre układy nie mogą tolerować przeregulowań – w takich przypadkach potrzebny jest zamknięty układ nadtłumiony, który wymaga ustawienia {\displaystyle K_{p}} na wartość znacznie mniejszą niż połowa tej wartości {\displaystyle K_{p},} która powoduje oscylacje.
| Parametr              | Czas narastania         | Przeregulowanie         | Czas regulacji          | Uchyb ustalony           | Stabilność                                              |
| --------------------- | ----------------------- | ----------------------- | ----------------------- | ------------------------ | ------------------------------------------------------- |
| {\displaystyle K_{p}} | zmniejszenie            | zwiększenie             | niewielka zmiana        | zmniejszenie             | pogorszenie                                             |
| {\displaystyle K_{i}} | zmniejszenie            | zwiększenie             | zwiększenie             | znaczące zmniejszenie    | pogorszenie                                             |
| {\displaystyle K_{d}} | niewielkie zmniejszenie | niewielkie zmniejszenie | niewielkie zmniejszenie | teoretycznie bez efektów | polepszenie jeśli {\displaystyle K_{d}} jest niewielkie |

#### II Metoda Zieglera-Nicholsa
Inna metodą o charakterze heurystycznym jest metoda formalnie znana jako II metoda Zieglera-Nicholsa. Metodę zaproponowali John G. Ziegler i Nathaniel Nichols w 1940 roku. Metoda oparta jest na pomiarze parametrów oscylacji. Podobnie jak w podanych wyżej metodach nastaw ręcznych {\displaystyle K_{i}} i {\displaystyle K_{d}} na początek ustawia się na zero. Wzmocnienie {\displaystyle P} zwiększa się do czasu, aż osiągnie się ostatecznie wzmocnienie {\displaystyle K_{u},} przy którym sygnał wyjściowy pętli zacznie oscylować ze stałą amplitudą. {\displaystyle K_{u}} i okres oscylacji {\displaystyle P_{u}} wykorzystuje się następnie, by ustawić wzmocnienia zgodnie z poniższą tabelą:
| Typ regulacji | {\displaystyle K_{p}}         | {\displaystyle K_{i}}              | {\displaystyle K_{d}}        |
| ------------- | ----------------------------- | ---------------------------------- | ---------------------------- |
| P             | {\displaystyle 0{,}50{K_{u}}} | –                                  | –                            |
| PI            | {\displaystyle 0{,}45{K_{u}}} | {\displaystyle 1{,}2{K_{p}}/P_{u}} | –                            |
| PID           | {\displaystyle 0{,}60{K_{u}}} | {\displaystyle 2K_{p}/P_{u}}       | {\displaystyle K_{p}P_{u}/8} |

Powyższe wzmocnienia mają zastosowanie do idealnej, równoległej postaci regulatora PID. Gdy stosuje się je do regulatora PID w standardowej postaci, parametry czasu całkowania i czasu różniczkowania {\displaystyle T_{i}} i {\displaystyle T_{d}} zależą tylko od okresu oscylacji {\displaystyle P_{u}.}
Zalety tej metody to brak wymogu identyfikacji dynamiki obiektu oraz to, że wyznaczone nastawy gwarantują (prawie zawsze) stabilność układu regulacji, choć nie zapewniają dobrych wskaźników jakości regulacji. W celu poprawy tych wskaźników można skorygować wyznaczone nastawy, traktując je jako wyjściowe. Wadą tej metody jest konieczność doprowadzenia układu regulacji do nietłumionych oscylacji (małej amplitudy). W istocie metodę Zieglera-Nicholsa można już dziś uznać za przestarzałą – nietrudno wykazać, że regulator PID może pracować lepiej przy przyjęciu innych nastaw.
Istnieje wiele mutacji tej metody (m.in. metoda Pessena, Opelta, Hansena).

#### Oprogramowanie doboru nastaw regulatorów PID
W przypadku większości obiektów przemysłowych obecnie nie dostraja się pętli z użyciem metod i kalkulacji omówionych powyżej. Zamiast tego korzysta się ze specjalistycznego oprogramowania, które dobiera optymalne nastawy, dając spójne efekty. Oprogramowanie to zbiera dane, tworzy modele procesów, proponuje optymalne nastawy. Niektóre pakiety mogą nawet dobrać nastawy na podstawie zebranych danych o zmianach nastaw.
Matematyczne strojenie pętli z regulacją PID generuje impuls do układu, a następnie wykorzystuje charakterystyki częstotliwościowe układu do doboru wartości pętli PID. Strojenie matematyczne jest szczególnie zalecane w pętlach z czasami odpowiedzi kilku minut, gdyż w takim przypadku znalezienie choćby stabilnego zestawu nastaw metodą prób i błędów może zabrać kilka dni. Jeszcze trudniej dobrać wartości optymalne. Niektóre regulatory cyfrowe posiadają wbudowane urządzenia do samonastrajania, które wysyłają do obiektu sygnały bardzo małych zmian nastaw, dzięki czemu regulator może sam skalkulować optymalne wartości nastaw.
Inne dostępne formuły pozwalają na dostrojenie regulatora w pętli do różnych kryteriów regulacji. Wiele opatentowanych formuł doboru obecnie wbudowuje się w moduły oprogramowania lub urządzeń.
Rozwój oprogramowania do automatycznego strojenia pętli z regulatorami PID doprowadził też do powstania algorytmów do strojenia regulatorów PID w kontekście dynamicznym lub w stanach nieustalonych. Oprogramowanie modeluje dynamikę procesu poprzez zakłócenia i w efekcie wylicza parametry regulatora PID.

### Ogólny podział metod
W ogólności metody strojenia regulatorów PID można podzielić na następujące grupy:
- metody Zieglera-Nicholsa,
- strojenie w dziedzinie częstotliwości – metody te dają informacje o zapasie wzmocnienia i zapasie fazy,
- metody wykorzystujące parametry drgań w przekaźnikowym układzie regulacji – jest to tzw. strojenie przekaźnikowe (zautomatyzowany sposób doboru metodą Zieglera-Nicholsa, na podstawie parametrów tzw. cyklu granicznego powstającego w pętli z regulatorem P o odpowiednio powiększonym wzmocnieniu),
- metody oparte na optymalizacji kryteriów sterowania (głównie całkowych),
- metody z modelem wewnętrznym (zob. też. układ regulacji z modelem),
- metody wykorzystujące algorytmy populacyjne (w tym np. algorytmy genetyczne),
- inne metody takie jak: według założonej transmitancji układu zamkniętego, rozkładu pierwiastków pętli zamkniętej (zob. linia pierwiastkowa), kryterium optymalnego modułu, oparte na rozpoznawaniu obrazów itp.

### Wprowadzanie nastaw
Niezależnie od metody doboru nastaw wyróżnia się sposoby wprowadzania nastaw regulatorów:
- ręczne,
- automatyczne.

W przypadku automatycznego wprowadzania nastaw zwykle regulator, po przełączeniu w tryb pomiarów, wyznacza wartości parametrów nastaw regulatora, jeśli parametry te ulegną zmianie, to zachodzi autoadaptacja (ang. autotuning).
W nowoczesnych regulatorach może być i tak, że operator rysuje na ekranie regulatora wymagane przebiegi wartości regulowanej, a regulator wylicza pożądane wartości parametrów przebiegów przejściowych.

## Oczekiwane efekty

### Stabilność
Jeśli parametry regulatora PID (wzmocnienia członów proporcjonalnego, całkującego i różniczkującego) zostaną dobrane nieprawidłowo, regulowany obiekt może stać się niestabilny, to znaczy jego wyjście rozbiega się, oscylując lub bez oscylacji, i jest ograniczone jedynie przez nasycenie lub uszkodzenie mechaniczne. Oscylacje wywołuje nadmierne wzmocnienie szczególnie w obecności znacznego opóźnienia.
W ogólności oczekuje się, że odpowiedź układu będzie stabilna, a obiekt nie będzie oscylował dla żadnych kombinacji warunków procesu lub nastaw, chociaż czasami akceptowalna (lub pożądana) jest stabilność marginalna (oscylacje ograniczone).

### Działanie pożądane
Działanie pożądane w odpowiedzi na zmiany procesu lub zmiany nastaw zależy od przypadku zastosowania.
Dwa podstawowe wymagania to regulacja stałowartościowa (odrzucenie zakłóceń – pozostawanie na danej wartości zadanej) i podążanie za sterowaniem (realizacja zmian wartości zadanej) – odnosi się to do tego, jak zmienna sterowana nadąża za wartością pożądaną. Kryteria specyficzne dla działania nadążnego to między innymi czas narastania i czas ustalania. Przy niektórych procesach nie można dopuścić do przeregulowania zmiennej procesu ponad wartość zadaną, jeśli, na przykład, nie byłoby to bezpieczne. Inne procesy mają minimalizować energię wydatkowaną na osiągnięcie nowej wartości zadanej.

## Problemy praktycznych zastosowań i usprawnienia
Z jednej strony regulatory PID znajdują zastosowanie w wielu problemach regulacji i często pracują zadowalająco bez żadnych ulepszeń, a nawet bez strojenia. Jednak z drugiej strony w wielu przypadkach stosowanie regulatorów PID w podstawowej wersji nie przynosi pożądanych efektów i nastręcza wiele problemów. W odpowiedzi na nie powstało szereg modyfikacji i usprawnień.

### Windup całkowania
Jeden z powszechnie występujących problemów pojawiających się przy wdrożeniach regulacji PID to windup całkowania. Gdy po dużej zmianie w nastawie człon całkujący zmagazynuje błąd, którego wielkość przekracza wartość maksymalną zmiennej regulowanej (jest to tzw. windup, czyli „nawijanie się”), to układ wykazuje przeregulowanie i odpowiednia zmienna układu nadal się zwiększa do czasu, aż błąd nie zostanie „odwinięty”. Problem ten może być rozwiązany poprzez:
- zainicjowanie regulatora całkującego dla pożądanej wartości,
- zwiększenie wartości nastawy z odpowiednią funkcją narastającą,
- wyłączenie działania całkującego do czasu, aż zmienna obiektu wkroczy w obszar sterowalny,
- ograniczenie czasu, podczas którego nalicza się błąd całkowania,
- uniemożliwienie sytuacji, w której czynnik całkujący akumuluje błąd powyżej lub poniżej określonych wcześniej granic.

Anti-windup w istocie przełamuje niemożność uwzględnienia ograniczeń w regulacji PID (co nie stanowi problemu w przypadku regulacji predykcyjnej zob. też porównanie regulacji PID i MPC).

### Przeregulowania związane ze znanymi zakłóceniami
Przykładowo załóżmy, że pętla z regulatorem PID regulowała temperaturę pieca poprzez rezystancję elektryczną i tak regulowany układ ustabilizował się. Teraz gdy po otwarciu drzwi do pieca włoży się coś zimnego, temperatura spada poniżej wartości nastawionej. Działanie całkujące regulatora ma tendencję do kompensacji tego błędu poprzez wprowadzenie innego błędu o wartości dodatniej. Można uniknąć takiego przeregulowania poprzez „zamrożenie” działania całkującego po otwarciu drzwi pieca przez czas, który układ z pętlą sprzężenia zwykle potrzebuje, by nagrzać piec ponownie.

### Skokowe zmiany wartości zadanej
Człony proporcjonalne i różniczkujące mogą spowodować nadmierne przesunięcia na wyjściu, gdy układ jest poddany natychmiastowemu skokowemu wzrostowi wartości uchybu, takiemu jak duża zmiana wartości zadanej (nastawy). W przypadku czynnika różniczkującego następuje to w wyniku różniczkowania błędu, który jest bardzo duży w czasie gdy następuje natychmiastowa zmiana skokowa. Z tego też względu niektóre algorytmy regulatorów PID zawierają w sobie następujące modyfikacje:
- pochodna wyjścia – w tym przypadku regulator PID mierzy pochodną ilości wyjścia zamiast pochodnej uchybu. Wyjście zawsze ma charakter ciągły (to znaczy nigdy nie ma charakteru zmiany skokowej). Aby uzyskać efektywne działanie, pochodna wyjścia musi mieć ten sam znak co pochodna uchybu. Rozwiązanie to odpowiada wspomnianemu wyżej regulatorowi PI-D.

- kształtowanie wartości zadanej za pomocą funkcji narastającej (ang. setpoint ramping)- w tej modyfikacji nastawa jest stopniowo przesuwana od starej do nowo określonej wartości z użyciem narastającej funkcji: liniowej albo różnicowej pierwszego rzędu. W ten sposób unika się nieciągłości, jaka występuje w zwykłej zmianie skokowej.

- ważenie wartości zadanej (ang. setpoint weighting) – ważenie wartości zadanej wykorzystuje różne mnożniki uchybu zależnie od tego, w jakich elementach regulatora są używane. Aby uniknąć uchybu regulacji w stanie ustalonym, uchyb w wyrażeniu całkującym musi być prawdziwym uchybem regulacji. Wpływa to na odpowiedź nastaw regulatora. Parametry te nie mają wpływu na odpowiedź na zakłócenia obciążenia i szumów pomiarowych. Ważenie wartości zadanej jest prostym sposobem prowadzącym do uzyskania struktury z dwoma stopniami swobody:

{\displaystyle u(t)=k(by_{sp}(t)-y(t))+k_{i}\int \limits _{0}^{t}(y_{sp}(\tau )-y(\tau ))d\tau +k_{d}\left(c{\frac {dy_{sp}(t)}{dt}}-{\frac {dy(t)}{dt}}\right),}
gdzie:
{\displaystyle u} – wejście regulowanego procesu,
{\displaystyle y} – wyjście regulowanego procesu,
{\displaystyle y_{sp}} – wartość zadana,
{\displaystyle b} i {\displaystyle c} – wagi wartości zadanej.
Opisane wyżej regulatory PI-D oraz I-PD stanowią szczególny przypadek podanej tu struktury z dwoma stopniami swobody.

### Szum w pochodnej
Problem z członem różniczkującym polega na tym, że nawet niewielkie ilości szumu pomiarowego lub szumu procesu mogą spowodować bardzo duże zmiany na wyjściu. Pomocne staje się tu filtrowanie pomiarów za pomocą filtru dolnoprzepustowego tak, by usunąć składowe szumu o wyższych częstotliwościach. Jednakże filtracja dolnoprzepustowa i regulacja o charakterze różniczkującym mogą wzajemnie się znosić, stąd też redukcja szumu za pomocą środków sprzętowych może być znacznie lepszym rozwiązaniem. Alternatywnie można zastosować filtr medianowy, który usprawnia efektywność i praktyczną jakość sterowania. W wielu systemach można wyłączyć pasmo różniczkowania za cenę utraty pewnych (niewielkich) możliwości sterowania – jest to równoważne użyciu regulatora PID jako regulatora PI.

### Częste zmiany wielkości wyjściowych
Wiele pętli z regulatorem PID steruje urządzeniami mechanicznymi (na przykład zaworami). Utrzymanie mechaniczne może stanowić główny koszt, a zużycie prowadzi do degradacji sterowania w formie albo tarcia statycznego lub strefy nieczułości w mechanicznej odpowiedzi na sygnał wejściowy. Szybkość zużycia mechanicznego jest głównie funkcją tego, jak często urządzenie jest aktywowane do tego, by wykonać zmianę. Tam gdzie zużycie stanowi istotny problem, pętla PID może mieć strefę nieczułości na wyjściu, co ma za zadanie redukcję częstotliwości aktywacji wyjścia (zaworu). Uzyskuje się to poprzez modyfikację regulatora tak, by utrzymywał wyjście na stałym poziomie, jeśli zmiana byłaby niewielka (w ramach zdefiniowanego przedziału strefy nieczułości). Wyliczone wyjście musi wyjść poza strefę nieczułości, zanim faktyczne wyjście ulegnie zmianie.

### Czas martwy (opóźnienia)
Układy z opóźnieniami czasowymi można całkiem dobrze regulować za pomocą regulatorów PID. Jednakże tradycyjne zasady doboru nastaw często przynoszą mierne efekty. Działanie różniczkujące jest całkiem użyteczne dla układów, które odznaczają się opóźnieniami, jednakże działanie to ma ograniczoną wartość dla układów, w których czas martwy dominuje. Wynika to z tego, że predykcja wyjścia oparta na ekstrapolacji liniowej nie jest efektywna. Znacznie lepiej jest wykonywać predykcję na podstawie sygnałów wejściowych podanych na wejścia układu, niż na podstawie tych, które jeszcze nie pojawiły się na wyjściu układu. Takie działanie uzyskać można, stosując predyktor Smitha.

### Nieliniowość obiektu
Kolejny problem, jaki wiąże się z regulatorami PID to fakt, że są to regulatory liniowe i w szczególności symetryczne. Dlatego ich działanie w nieliniowych układach regulacji (takich jak na przykład układy regulacji HVAC) ma charakter zmienny. W ogólności regulatory PID nie nadają się do stosowania w silnie nieliniowych układach regulacji. Na przykład przy regulacji temperatury często korzysta się z aktywnego ogrzewania (poprzez element grzejący) razem z pasywnym chłodzeniem (ogrzewanie wyłączone, ale brak chłodzenia) skutkiem czego przeregulowanie może być skorygowane tylko powoli – nie można wymusić jego zmniejszenia. W takiej sytuacji regulator PID powinien być nastrojony do nadkompensacji, aby zapobiec lub zredukować przeregulowanie, co jednak pogarsza jakość działania (zwiększa czas regulacji).
Niektóre obiekty regulacji odznaczają się pewnym stopniem nieliniowości, dlatego parametry regulatora odpowiednie dla pracy przy pełnym obciążeniu nie są właściwe, gdy regulator rozpoczyna pracę w chwili, gdy nie ma obciążenia. W takim przypadku stosuje się harmonogramowanie wzmocnienia (które polega na używaniu różnych parametrów dla różnych zakresów pracy regulatora). Szczególnie atrakcyjne w tym kontekście jest samonastrajanie (ang. auto-tuning), które redukuje wysiłki związane z tworzeniem harmonogramu wzmocnień.

### Zastąpienie członu całkującego przez część opartą na odpowiednim modelu
Zasadnicza trudność z regulacją PID polega na tym, że tworzy ona układ ze sprzężeniem zwrotnym ze stałymi parametrami i bez żadnej bezpośredniej wiedzy o regulowanym procesie. Dlatego całe działanie układu regulacji ma charakter reaktywny i stanowi pewien kompromis – podczas gdy regulacja PID jest najlepszym rozwiązaniem w przypadku, gdy nie posiada się modelu regulowanego procesu, to polepszenie jakości sterowania można osiągnąć poprzez uwzględnienie takiego modelu procesu.
Często charakterystyka czasowa układu jest mniej więcej znana. Wówczas korzystne jest przeprowadzenie symulacji tej charakterystyki z modelem i wyliczenie niektórych nieznanych parametrów na podstawie faktycznej charakterystyki układu.

#### Przykład
Jeśli na przykład układem jest piec elektryczny, to charakterystyka pokazująca różnicę pomiędzy temperaturą pieca i temperaturą powietrza w odpowiedzi na zmiany mocy elektrycznej będzie podobna do charakterystyki zwykłego dolnoprzepustowego filtru RC przemnożonego przez nieznane współczynniki wzmocnienia. Rzeczywista moc elektryczna dostarczana przez piec jest opóźniona przez filtr dolnoprzepustowy, aby zasymulować odpowiedź temperatury pieca, a następnie aktualna temperatura minus temperatura powietrza jest dzielona przez tę moc elektryczną odfiltrowaną filtrem dolnoprzepustowym. Wówczas wynik jest stabilizowany przez inny filtr dolnoprzepustowy, który prowadzi do estymacji współczynników wzmocnienia. Za pomocą tej estymacji można wyliczyć pożądaną moc elektryczną przez podzielenie nastawy temperatury minus temperatury powietrza przez ten współczynnik. Wynik może wówczas być użyty zamiast funkcji całkującej. Daje to także uchyb regulacji w stanie ustalonym równy zero, ale unika się przy tym windupu całkowania i uzyskuje się znaczące polepszenie działania regulacji w porównaniu do zoptymalizowanego regulatora PID. Taki typ regulatora działa właściwie w pętli otwartej, która powoduje powstanie windupu w działaniu całkującym. Może to być korzystne, gdy na przykład ogrzewanie pieca musi być ograniczone przez pewien czas z powodu uszkodzenia elementu grzejącego albo gdy regulator jest używany jako układ doradczy dla operatora, który może nie przełączyć go do pracy w pętli zamkniętej. Może być także użyteczne, jeśli regulator pracuje w gałęzi złożonego układu regulacji, która może być czasowo wyłączona z użycia.

### Sprzężenie w przód
Działanie układu regulacji można usprawnić poprzez połączenie działania sprzężenia zwrotnego (zamkniętej pętli) regulatora PID ze sprzężeniem w przód (regulacją w pętli otwartej). Wiedza o układzie (taka jak pożądane przyspieszenie czy bezwładność) może być wprowadzona poprzez sprzężenie w przód i połączona z wyjściem PID w celu ulepszenia działania całego układu. Sama wartość wprowadzana przez sprzężenie w przód często może stanowić główną porcję na wyjściu regulatora. Regulator PID może być zasadniczo używany, by odpowiadać na jakąkolwiek zmianę lub uchyb pomiędzy wartością zadaną i faktyczną wartością zmiennej procesu. Jako że na wyjście sprzężenia w przód nie ma wpływu sprzężenie zwrotne procesu, to nie może ono nigdy doprowadzić do oscylacji układu, co polepsza charakterystyki układu i stabilność.

### Regulacja kaskadowa
Znaczącą zaletą regulacji PID jest możliwość zestawienia do pracy dwóch regulatorów PID naraz (tak zwana regulacja kaskadowa), co skutkuje ulepszonym działaniem. W regulacji kaskadowej dwa regulatory PID pracują tak, że jeden z nich steruje nastawami drugiego. Regulator PID działa jako regulator pętli zewnętrznej, która steruje zasadniczymi parametrami fizycznymi (takimi jak poziom płynu lub prędkość) Drugi regulator działa jako regulator pętli wewnętrznej i odczytuje wyjście z regulatora pętli zewnętrznej jako nastawę, zwykle sterując parametrem, który podlega szybszym zmianom (na przykład przepływem czy przyspieszeniem). Można dowieść matematycznie, że w przypadku stosowania kaskadowej regulacji PID częstotliwość pracy regulatora wzrasta, a stała czasowa regulowanego obiektu ulega zmniejszeniu.
W przypadku kaskadowej regulacji PID regulatorem głównym jest najczęściej regulator PI lub PID, a regulatorem pomocniczym najczęściej regulator P.

### Regulacja z podziałem zakresu
Układ regulacji kaskadowej posiada jedną zmienną sterującą, ale wykorzystuje kilka sygnałów mierzonych. Komplementarna jest sytuacja, gdy jest kilka zmiennych sterujących i jedna wielkość mierzona. Układy tego typu są powszechnie spotykane w praktyce na przykład w systemach grzania i chłodzenia obiektu, systemach wentylacji. Wówczas stosuje się regulację z podziałem zakresu (ang. split range control). Na przykład w jednym zakresie regulator PID grzeje, a w innym chłodzi.

### Regulacja selekcyjna
W układach regulacji selekcyjnej (ang. override control) wykorzystywanych jest kilka sygnałów mierzonych i tylko jeden element wykonawczy. Funkcję przełączania pomiędzy tymi sygnałami realizuje tak zwany selektor, wybierający ten sygnał wejściowy, który posiada wartość minimalną lub maksymalną. Przykładowo układ zawiera osobne regulatory PID dla przepływu i ciśnienia, a selektor załącza lub wyłącza jedną pompę. Sterowanie takie stosuje się tam, gdzie główna zmienna procesowa wymaga, aby inne zmienne utrzymywały się w określonych granicach.

### Regulacja stosunku dwóch wartości
Układy z regulacją stosunku dwóch wartości występują często w przemyśle, realizując właściwy przebieg procesu spalania (regulacja stosunku paliwa do powietrza), dawkowania, dozowania lub mieszania (regulacja stosunku dawkowanych, dozowanych lub mieszanych wielkości). Przykładowo regulacja przepływu paliwa przeprowadzana jest zwykłym regulatorem PI lub PID, a regulacja przepływu powietrza za pomocą regulatora stosunku (RPI lub RPID gdzie R oznacza ratio, czyli stosunek).

### Ogólny regulator liniowy (regulator RST)
Regulator PID ze swoimi kilkoma parametrami to niewątpliwie regulator o ograniczonej złożoności. Alternatywnie można zastąpić go przez ogólny regulator liniowy. Ogólny regulator o dwóch stopniach swobody (tak zwany regulator RST lub regulator R-S-T) można przedstawić za pomocą zależności:
{\displaystyle R(s)U(s)=T(s)Y_{sp}(s)+S(s)Y(s),}
gdzie:
{\displaystyle U(s)} – sygnał wejściowy,
{\displaystyle Y(s)} – sygnał wyjściowy,
{\displaystyle Y_{sp}} – wartość zadana,
{\displaystyle R,} {\displaystyle S} i {\displaystyle T} to wielomiany o arbitralnie określonym rzędzie.
Dla układu dyskretnego, jeśli obiekt dany jest przez:
{\displaystyle G(q^{-1})={\frac {q^{-d}B(q^{-1})}{A(q^{-1})}}={\frac {q^{-d-1}B^{*}(q^{-1})}{A(q^{-1})}},}
to regulator RTS można opisać wzorem
{\displaystyle S(q^{-1})u(t)=T(q^{-1})y^{*}(t+d+1)-R(q^{-1})y(t).}
Wówczas równanie charakterystyczne dane jest zależnością:
{\displaystyle P(q^{-1})=A(q^{-1})S(q^{-1})+q^{-d}B(q^{-1})R(q^{-1}).}
Ogólny regulator liniowy stanowi uogólnienie regulatora PID. Innymi słowy, regulator PID jest szczególnym przypadkiem ogólnego regulatora liniowego. Z tego też względu możliwości ogólnego regulatora są dużo większe niż możliwości regulatora PID.
Synteza układu z regulatorem RST jest w istocie metodą lokowania biegunów poprzez rozwiązanie odpowiedniego równania diofantycznego.

### Inne ulepszenia i problemy
Dalsze praktyczne zagadnienia pojawiają się w kontekście urządzeń instalowanych z regulatorem. Aby uzyskać zadowalającą jakość regulacji, należy zapewnić odpowiednio wysoką częstotliwość próbkowania, odpowiednią precyzję i dokładność pomiarów; jeśli potrzeba – zastosować filtry dolnoprzepustowe lub wprowadzić kompensację zakłóceń pomiarowych na wejściu, wyjściu obiektu albo w wartości zadanej.
Regulatory PID, gdy używa się ich oddzielnie, mogą nie zapewnić odpowiedniej jakości regulacji, jeśli wzmocnienie w pętli układu musi być zmniejszone w celu redukcji przeregulowania, oscylacji lub dzwonienia (wokół danej wartości zadanej). Inny problem to trudność jednoczesnego zapewnienia właściwej jakości regulacji przy odpowiednim czasie reakcji, regulatory PID nie reagują na zmienność obiektu (np. gdy proces ulega zmianie po fazie startowej) i wykazują opóźnienie, jeśli chodzi o reakcje na duże zakłócenia.

## Zastosowania
Szacuje się, że 90% regulatorów działających w przemyśle to regulatory typu PID. Prawdopodobnie tylko w 5–10% przemysłowych układów sterowania nie mogą być stosowane jednowymiarowe sterowniki PID.
Regulatora PID używa się np. do sterowania temperaturą procesu, w tym wypadku działa on jak bardzo dokładny termostat. Może również sterować ciśnieniem, natężeniem przepływu, składem chemicznym, siłą, prędkością i innymi sygnałami. Regulatory znajdują zastosowanie w przemyśle samochodowym, w tym przypadku ich zadaniem jest utrzymywanie stałej prędkości samochodu bez względu na warunki jazdy (tzw. tempomat).
Regulatory PID nie nadają się jednak do wszystkich rodzajów układów regulacji. Są one typowe dla zastosowań w układach określanych jako układy regulacji przemysłowej, a więc nadają się one przede wszystkim do regulacji stałowartościowej obiektów lub procesów typu technologicznego takich jak piece, kotły czy reaktory chemiczne, które charakteryzują się dużymi stałymi czasowymi (ewentualnie opóźnieniami) i które są narażone na zakłócenia typu dodatkowych niekontrolowanych oddziaływań na wejściu. Sterowniki PID sprawdzają się dobrze dla procesów z „łagodną” dynamiką i umiarkowanymi wymaganiami jakości. Z istniejących danych wynika, że 98% pętli sterowania w przemyśle papierniczym wykorzystuje sterowniki SISO PI. Stosowanie sterowników PI oraz PID poleca się dla procesów niskiego i średniego rzędu i z niedużymi opóźnieniami. Dużą grupą układów regulacji, w których można określić pewną ogólną metodykę analizy i projektowania, lecz w których nie stosuje się regulatorów PID, są serwomechanizmy.

## Rys historyczny
Historia regulacji typu PID sięga wstecz do roku 1784, kiedy to powstał projekt odśrodkowego regulatora obrotów. Regulatory PID były następnie rozwijane na potrzeby automatycznego sterowania statkiem. Jednym z pierwszym z przykładów regulatora typu PID był regulator opracowany w 1911 roku przez Elmera Sperry. Jednak dopiero w 1922 roku Nicolas Minorsky przedstawił regulator trójczłonowy do sterowania statkami, tym samym stając się pierwszym, który użył regulatora PID.
Minorsky był Amerykaninem pochodzenia rosyjskiego, urodził się w Rosji w 1885 roku (jego znajomość języka rosyjskiego okazała się ważna dla zachodu w późniejszym okresie). W czasie służby w marynarce rosyjskiej studiował problemy związane ze sterowaniem statkami i wkrótce po wyemigrowaniu do Stanów Zjednoczonych w 1918 roku przeprowadził pierwszą teoretyczną analizę automatycznego sterowania statku. Prace Minorsky’ego dotyczyły stabilności układów nieliniowych (innymi słowy, efektów nieliniowości w systemach ze sprzężeniem zwrotnym), a wykonywane one były na okręcie USS New Mexico na zlecenie amerykańskiej marynarki wojennej.
Minorsky oparł swoje analizy na obserwacji pracy sternika. Był jednym z pierwszych, którzy uświadomili sobie potrzebę wprowadzenia działania różniczkującego do regulatora, co byłoby odpowiednikiem przystosowań, oczekiwań lub intuicji, jakie wykazywał sternik statku. Minorsky zauważył, że sternik sterował statkiem nie tylko na podstawie aktualnego błędu, ale brał pod uwagę także błędy, jakie występowały w przeszłości oraz bieżące tempo zmian. Następnie Minorsky opisał to, co zaobserwował, za pomocą narzędzi matematycznych. Choć Minorsky nie posługiwał się współcześnie używanymi terminami, jego zalecenia dotyczą właściwej kombinacji działań o charakterze proporcjonalnym, różniczkującym i całkującym. Badanie Minorsky’ego wyraźnie zidentyfikowało sposób, w jaki powinno się wykorzystywać działanie sterujące. Jego praca w szczegółowszym ujęciu wyglądała, jak następuje. Celem jego pracy było określenie warunków stabilności, co znacząco uprościłoby problem. Sterowanie proporcjonalne daje stabilność w obecności niedużych zakłóceń, nie wystarcza jednak w przypadku, gdy zakłócenia są mocne i trwają dłuższy czas (szczególnie przy zaciekłym sztormie), co objawia się w postaci uchybu ustalonego. W takich warunkach pojawia się potrzeba dodania członu całkującego. Ostatecznie, by polepszyć sterowanie, dodany został człon różniczkujący.
W 1922 roku Minorsky opublikował artykuł Directional Stability of Automatically Steered Bodies, w którym przedstawił kilka nowych pomysłów. Po pierwsze, dokonał linearyzacji problemu w danym punkcie z użyciem szeregu Taylora i przeprowadził analizę stabilności w okolicy tego punktu przy niewielkich zakłóceniach. Po drugie, przedstawił koncepcję regulatora trójczłonowego regulatora PID. Po trzecie, przeanalizował niekorzystny wpływ, jaki do sterowania automatycznego wnosi opóźnienie czasowe. Była to pierwsza opublikowana analiza teoretyczna regulatora PID.
Próby z regulatorem przeprowadzone zostały na okręcie USS New Mexico, podczas których to regulator sterował prędkością kątową (nie kątem) steru. Stosowanie regulacji typu PI wiązało się z trwałym zejściem z kursu o wartość ±2°. Po ujęciu ponadto członu D trwałe zejście z kursu malało do ±1/6°. Były to wyniki lepsze niż te, jakie udawało się osiągać większości sternikom.
Marynarka ostatecznie nie zdecydowała się jednak wówczas na wdrożenie jego rozwiązania z uwagi na opór ze strony załogi statku. Praca Minorsky’ego nie spotkała się też wówczas z większym zainteresowaniem i nie została szeroko rozpowszechniona. Mimo że Minorsky stworzył dobre teoretyczne podstawy dla sterowania w pętli sprzężenia zwrotnego, to jego praca napisana była w czasach heroicznych wynalazków, gdzie intuicja i praktyczne doświadczenie miały większe znaczenie dla inżynierskiej praktyki niż analizy teoretyczne.
Dziś praca Minorsky’ego jest uznawana za jedną z pierwszych fundamentalnych prac, stanowi najlepszy przykład ewolucji teorii poprzez uogólnianie i dążenie do lepszego zrozumienia problemu. Podobne prace zostały przeprowadzone i opublikowane przez kilku innych badaczy w latach 30. XX wieku. Do dziś regulatory PID, po raz pierwszy opisane w 1922, są stosowane w przeważającej części wszystkich zastosowań przemysłowych (w 1996 roku stanowiły około 90% wszystkich zastosowań).
W późnych latach 20. XX wieku dostępne były dwustawne regulatory elektryczne oraz laboratoryjne rozwiązania regulatorów PI, wykorzystujące silniki w celu uzyskania działania całkującego. W tym okresie były powszechnie wykorzystywane regulatory pneumatyczne, zapewniające szybkie działanie dwustawne i tylko wąski zakres działania proporcjonalnego (od 5 do 7% zakresu pełnej skali). Pneumatyczny regulator PI został wyprodukowany przez firmę Foxboro we wrześniu 1931 roku. Był to regulator Model 10 Stabilog. W 1933 roku Clesson E. Mason z firmy Foxboro opatentował Stabilog urządzenie, które ujmowało w sobie zarówno działanie całkujące, jak i proporcjonalne, a z końcem dekady dostępne stały się regulatory trójczłonowe, które zawierały w sobie preact – jak wówczas nazywano sterowanie różniczkujące. Prace nad zastosowaniem działania różniczkującego w regulatorach pneumatycznych prowadził też w latach 1939–1940 Ralph Clarridge z firmy Taylor Instrument Companies. W efekcie pojawiły się handlowe wersje regulatorów PID wyprodukowane przez firmy Taylor i Foxboro.
W 1942 roku John Ziegler i Nathaniel Nichols opracowali zasady doboru nastaw regulatorów pneumatycznych stosowanych na amerykańskich okrętach podwodnych (tzw. metoda Zieglera-Nicholsa). Konieczność zachowania tajemnicy spowodowała, że efekty tych i innych prac ujrzały światło dzienne dopiero po zakończeniu II wojny światowej.
W 1945 roku A.J. Young opisał sześć elektronicznych regulatorów PID różnych firm (Evershed & Vignolles – Wielka Brytania; Hartman & Braun oraz Schoppe & Faeser – Niemcy; Leeds & Northrup Manning, Maxwell &Moore, The Swartwout Company – USA).
Regulatory PID znajdują się w centrum praktyki inżynierskiej od kilkudziesięciu lat. Mimo to regulatory PID pozostają słabo rozumiane. Szeroko zakrojone przeglądy w zakładach przemysłowych pokazały, że znaczny odsetek regulatorów PID w wielu zastosowaniach jest niewłaściwie nastrojony lub pracuje na nastawach domyślnych. Przy tym zainteresowanie ośrodków akademickich tym obszarem było przez wiele lat niewielkie. Wzrost zainteresowania w kręgach akademickich stał się zauważalny dopiero w latach 80. i 90. XX wieku, czego kulminacją była międzynarodowa konferencja zorganizowana przez federację IFAC w 2000 roku.
Ogromnym utrudnieniem w dzisiejszych czasach dla operatorów urządzeń automatyki przemysłowej jest trend ciągłej modyfikacji tego algorytmu zapoczątkowany przez środowiska akademickie w latach osiemdziesiątych ubiegłego wieku, spowodowany coraz to nowszymi wymogami technologicznymi procesów. W tej dziedzinie świetnie wykazują się matematycy i teoretycy sterowania, którzy na licznych konferencjach przedstawiają udoskonalone metody algorytmu PID. Badania naukowe ukierunkowane na poszukiwanie nowych rozwiązań bazujących na algorytmie PID są prowadzone w placówkach naukowych na całym świecie. Obecnie coraz częściej próbuje się stworzyć inteligentne rozwiązania tychże regulatorów w klasie algorytmów nieliniowych.